# Ceeveesubramaniomyces litseae
Ceeveesubramaniomyces litseae är en svampart som beskrevs av Pratibha, K.D. Hyde & Bhat 2005. Ceeveesubramaniomyces litseae ingår i släktet Ceeveesubramaniomyces, divisionen sporsäcksvampar och riket svampar.   Inga underarter finns listade i Catalogue of Life.